# Larry ten Voorde
Larry ten Voorde (Enschede, 2 ottobre 1996) è un pilota automobilistico olandese, impegnato nelle competizioni monomarca della Porsche.
Nella sua carriera ha vinto sei campionati Porsche; la Porsche Supercup nel 2020, nel 2022 e 2024, la Porsche Carrera Cup Germania tre volte nel 2020, 2021 e 2023 e la Porsche Carrera Cup Italia nel 2023.

## Carriera
Larry ten Voorde, dopo una carriera da giovanissimo in kart, nel 2013 passa alla Formula Renault dove corre per due anni. Nel 2017 lascia le corse in monoposto per passare alla Porsche Carrera Cup Germania e dal 2018 alla Porsche Supercup, campionato monomarca che utilizza la 991 GT3 del costruttore tedesco.     

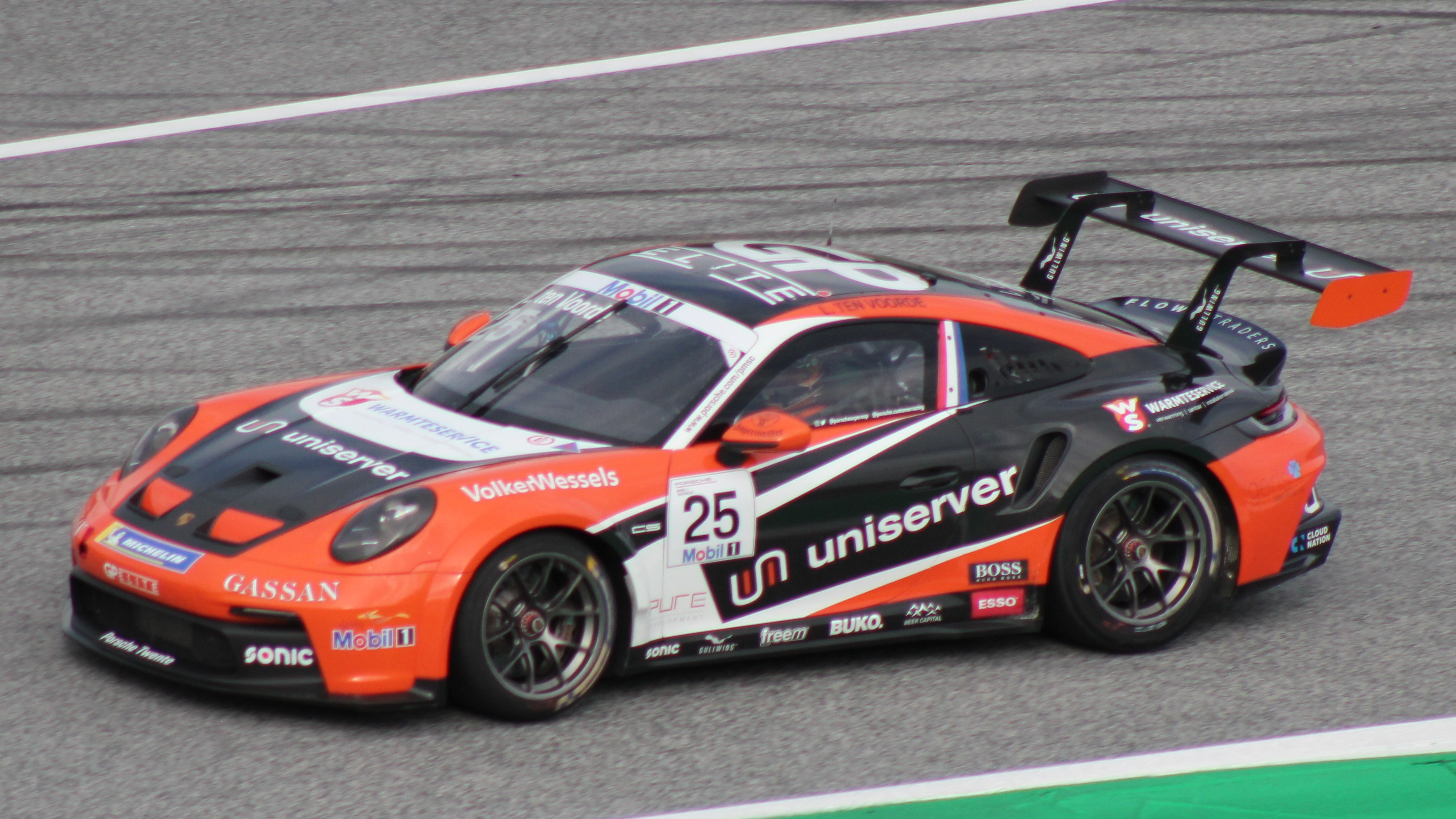
Larry ten Voorde nel 2021 durante la Porsche Supercup

Nel 2019, mentre guidava per il team MRS GT-Racing, ottiene la sua prima vittoria nella categoria a Monza. Il 2020 è un anno d'oro per ten Voorde: nella Porsche Supercup vince le gare di Silverstone, Catalogna e Monza, laureandosi campione nella serie. Inoltre vince anche la Porsche Carrera Cup Germania. L'anno seguente l'olandese riesce a ripetersi vincendo ancora i due campionati, nella Supercup ottiene quattro vittorie tra cui per la terza volta la gara di Monza.
Nel 2022 ten Voorde non riesce a ripetersi nella Porsche Supercup, l'olandese dopo aver vinto a Monte Carlo chiude secondo in classifica a soli 10 punti dal vincitore Dylan Pereira.
Come l'anno precedente, il pilota olandese ottiene il secondo posto finale nella Supercup, questa volta dietro Bastian Buus. Ma riesce a trionfare per la terza volta in carriera nella Porsche Carrera Cup Germania oltre ha raggiungere il primo successo nella serie italiana davanti a Gianmarco Quaresmini. 

### Mondiale Endurance
Ten Voorde viene chiamato dal Team Project 1 per competere part-time alla stagione 2019-2020 del WEC. L'olandese corre in quattro eventi, ottiene due vittorie, entrambe in Bahrain, un secondo posto alla 4 Ore di Shanghai e un quarto posto alla 24 Ore di Le Mans. Nonostante abbia saltato metà delle gare ha chiuso terzo nella classe GT AM.

## Risultati

### Risultati Porsche Supercup
| Anno    | Squadra         | CAT | MON | RBR | SIL | HOC | HUN | SPA | MNZ | MEX | MEX | Punti | Pos. |
| ------- | --------------- | --- | --- | --- | --- | --- | --- | --- | --- | --- | --- | ----- | ---- |
| 2018    | Momo Megatron   | 2   | 4   | 16  | Rit | 13  | 3   | 7   | 6   | 5   | 12  | 89    | 8°   |
| Anno    | Squadra         | CAT | MON | RBR | SIL | HUN | HUN | SPA | MNZ | MEX | MEX | Punti | Pos. |
| 2019    | MRS GT-Racing   |     | 3   | 3   | 4   | 2‡  | 3   | 4   | 1   | 5   | 9   | 115   | 4°   |
| Anno    | Squadra         | RBR | RBR | HUN | SIL | SIL | CAT | SPA | MNZ |     |     | Punti | Pos. |
| 2020    | Team GP Elite   | 4   | 3   | 3   | 1   | 2   | 1   | 5   | 1   |     |     | 155   | 1°   |
| Anno    | Squadra         | MON | RBR | RBR | HUN | SPA | ZND | MNZ | MNZ |     |     | Punti | Pos. |
| 2021    | Team GP Elite   | 1   | 1   | 3   | 1   | 8   | 5   | 3   | 1   |     |     | 155   | 1°   |
| Anno    | Squadra         | IMO | MON | GBR | AUT | LEC | SPA | ZND | MNZ |     |     | Punti | Pos. |
| 2022    | Team GP Elite   | 2   | 1   | 2   | 29  | 3   | 2   | 3   | 2   |     |     | 136   | 2°   |
| Anno    | Squadra         | MON | AUT | GBR | HUN | SPA | ZND | ZND | MNZ |     |     | Punti | Pos. |
| 2023    | Team GP Elite   | 2   | 2   | 27† | 4   | 7   | 3   | 3   | 2   |     |     | 177   | 2°   |
| Anno    | Squadra         | IMO | MON | AUT | GBR | HUN | SPA | ZND | MNZ |     |     | Punti | Pos. |
| 2024    | Schumacher CLRT | 1   | 1   |     |     |     |     |     |     |     |     | 50*   |      |
| Legenda |                 |     |     |     |     |     |     |     |     |     |     |       |      |

‡ Nessun punto è stato assegnato al round di Hockenheimring poiché è stato completato meno del 50% della distanza di gara programmata.

### Risultati Mondiale Endurance
| Anno    | Squadra        | Classe   | Vettura            | SIL | FUJ | SHA | BHR | COA | SPA | LMS | BHR | Punti | Pos. |
| ------- | -------------- | -------- | ------------------ | --- | --- | --- | --- | --- | --- | --- | --- | ----- | ---- |
| 2019-20 | Team Project 1 | LMGTE AM | Porsche 911 RSR-19 |     |     | 2   | 1   |     |     | 4   | 1   | 19    | 3°   |
| Legenda |                |          |                    |     |     |     |     |     |     |     |     |       |      |

### Risultati 24 Ore di Le Mans
| Anno | Team           | Co-piloti                      | Auto            | Classe | Giri | Pos. | Class Pos. |
| ---- | -------------- | ------------------------------ | --------------- | ------ | ---- | ---- | ---------- |
| 2020 | Team Project 1 | Matteo Cairoli Egidio Perfetti | Porsche 911 RSR | GTE Am | 339  | 27°  | 4°         |
| 2024 | JMW Motorsport | Giacomo Petrobelli Salih Yoluç | Ferrari 296 GT3 | GT3    | 112  | Rit  | Rit        |

### Risultati nella 24 Ore di Daytona
| Anno | Team            | Co-Piloti                                | Vettura                 | Classe | Giri | Pos. | Class Pos. |
| ---- | --------------- | ---------------------------------------- | ----------------------- | ------ | ---- | ---- | ---------- |
| 2024 | MDK Motorsports | Klaus Bachler Anders Fjordbach Kerong Li | Porsche 911 GT3 R (992) | GTD    | 718  | 35°  | 12°        |